# (23648) Kolář
(23648) Kolář, désignation internationale (23648) Kolar, est un astéroïde de la ceinture principale.

## Description
(23648) Kolar est un astéroïde de la ceinture principale. Il fut découvert le 1er février 1997 à l'Observatoire d'Ondřejov par Lenka Šarounová. Il présente une orbite caractérisée par un demi-grand axe de 2,35 UA, une excentricité de 0,28 et une inclinaison de 11,4° par rapport à l'écliptique.

## Compléments